# Herbert Norkus

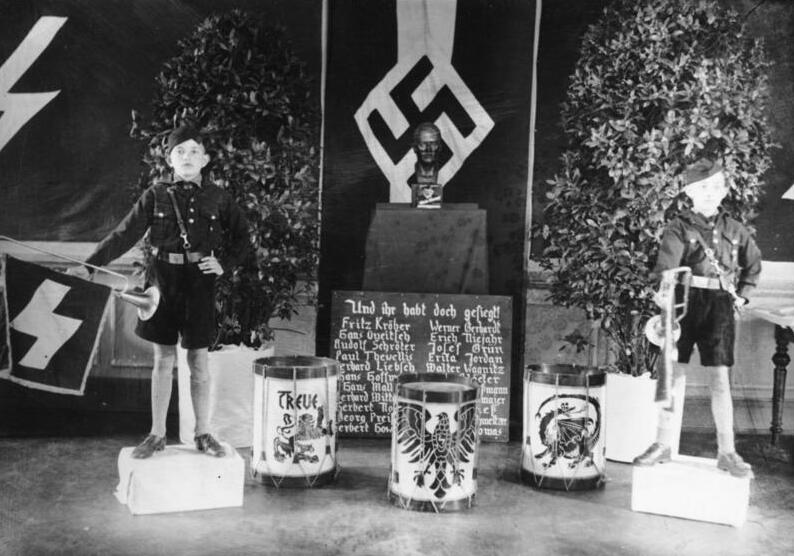
Två pojkar ur Das deutsche Jungvolk står hedersvakt för fallna medlemmar.

Herbert Norkus, född den 26 juli 1916 i Berlin, död den 24 januari 1932 i Berlin, var en tysk yngling i Hitlerjugend som vid 15 års ålder mördades av tyska kommunister. Efter sin död utropades Norkus till en av den nationalsocialistiska rörelsens martyrer och blodsvittnen (tyska Blutzeuge).

## Biografi
Norkus växte upp i Tiergarten, ett av Berlins fattigare områden. Han anslöt sig till Marine-HJ, Hitlerjugends sjöscouter och deltog i gatustrider mot Rote Jungfront, Roter Frontkämpferbunds ungdomsorganisation.
Den 24 januari 1932 delade Norkus ut flygblad tillsammans med andra medlemmar ur Hitlerjugend. Medlemmar ur Rote Jungfront dök upp och tumult uppstod. Norkus flydde platsen men blev upphunnen av de kommunistiska ungdomarna  och knivhöggs sex gånger. Han fick hjälp av en kvinna som förde honom till sjukhus, men han avled vid ankomsten. Romanförfattaren Karl Aloys Schenzinger (1886–1962) publicerade samma år propagandaboken Der Hitlerjunge Quex om Herbert Norkus liv och död, en bok som kom att bli obligatorisk läsning för medlemmar i Hitlerjugend.  "Quex" var smeknamnet han fick av sina kamrater, då han utförde order snabbare än kvicksilver (tyska Quecksilber). Boken filmatiserades året därpå med titeln Hitlerjunge Quex: Ein Film vom Opfergeist der deutschen Jugend.